# 2-й Рыбацкий проезд
2-й Рыба́цкий прое́зд — проезд в исторической районе Рыбацкое Невского административного района Санкт-Петербурга. Согласно Реестру проходит от Вагонного проезда до Северной железнодорожной линии, переходя за ней в улицу Юннатов. Проектная протяжённость — 1085 м. Фактически существует только участок севернее 3-го Рыбацкого проезда. Остальная часть по состоянию на 2022 год строится.

## История
С начала 80-х годов XX века проезд был частью тупика Юннатов. Современное название присвоено проезду 23 февраля 1987 года.

## Пересечения
С юга на север 2-й Рыбацкий проезд пересекает следующие улицы:
- Вагонный проезд (проект)
- 6-й Рыбацкий проезд
- 8-й Рыбацкий проезд (проект)
- 3-й Рыбацкий проезд

## Транспорт
Ближайшие ко 2-му Рыбацкому проезду:
- станция метрополитена: «Рыбацкое» (500 м)
- железнодорожная станция: Рыбацкое (650 м)

## Здания и сооружения
- производственные территории
- складское хозяйство